# Consejo de Estados del Mar Báltico

Miembro a la vez a título individual y vía la Unión Europea
Miembro únicamente a título individual
Miembro vía la Unión Europea. (El mapa está incorrecto en lo referente al Reino Unido ya que este país no forma parte de la UE desde 2020.)

El Consejo de Estados del Mar Báltico (en inglés: Council of the Baltic Sea States, CBSS) es un foro regional compuesto por once países, establecido con la Declaración de Copenhague de 1992 para intensificar las relaciones de cooperación y coordinación entre los estados del mar Báltico. Tiene sede en Estocolmo, Suecia.
El objetivo principal del Consejo de Estados del Mar Báltico es unir a la región del mar Báltico en una cooperación cada vez más estrecha entre todos los países del Mar Báltico a través de tres áreas prioritarias a largo plazo: "Identidad regional", "Región segura y protegida" y "Región sostenible y próspera". Estas tres áreas prioritarias tienen como objetivo abordar los temas de medio ambiente, desarrollo económico, educación, cultura, seguridad ciudadana, derechos de la niñez y trata de personas. La Presidencia de la Organización rota anualmente entre los Estados miembros y el primero, la presidencia danesa se extenderá hasta el 30 de junio de 2020 y se centrará en gran medida en las reformas del Consejo del Mar Báltico, para que la organización pueda mantener su papel como foro central de diálogo en la región.

## Historia
El CBSS fue establecido por los ministros de Exteriores de la región en Copenhague en 1992 como una respuesta a los cambios geopolíticos que tuvieron lugar en la región del mar Báltico al fin de la Guerra Fría. Desde su fundación, el CBSS ha contribuido a asegurar un desarrollo positivo dentro de la región del mar Báltico y ha servido como fuerza impulsora para la cooperación multilateral.
Desde 1998 el CBSS es servido por un secretariado permanente internacional con sede en Estocolmo, Suecia, financiado por los Estados miembros. La más alta institución del CBSS es la conferencia de ministros de exteriores, que se reúne cada dos años.

## Miembros
El CBSS tiene 12 Estados miembros:
- Alemania
- Dinamarca
- Estonia
- Finlandia
- Islandia
- Letonia
- Lituania
- Noruega
- Polonia
- Rusia (suspendido en marzo de 2022 y retirado en mayo del mismo año)[3][4]
- Suecia
- Unión Europea

## Estados observadores
La Secretaría del Consejo ha concedido a los siguientes Estados la condición de observador oficial. En el caso de los Estados miembros de la Unión Europea, este estatus se otorga a título individual:
- Bielorrusia (estado suspendido)
- Eslovaquia
- España
- Estados Unidos de América
- Francia
- Hungría
- Italia
- Países Bajos
- Rumanía
- Reino Unido
- Ucrania

## Estructura

### Comité de Altos Funcionarios
El Comité de Altos Funcionarios (CSO) está formado por representantes de alto rango de los Ministerios de Asuntos Exteriores de los 11 Estados miembros del CEMB, así como por un representante de alto nivel de la Unión Europea. El CSO sirve como principal foro de debate y órgano de decisión para los asuntos relacionados con el trabajo del Consejo entre las sesiones ministeriales. El CSO supervisa, facilita y pretende coordinar el trabajo de todas las estructuras del CEMB.
El período presidido por cada país rota anualmente y sigue a la Presidencia del Consejo. El Presidente del CSO es un representante, normalmente a nivel de embajador, nombrado por el Ministerio de Asuntos Exteriores del país que ostenta la Presidencia del Consejo.
Varias estructuras del CBSS funcionan bajo los auspicios del CSO.
El CSO supervisa el trabajo de los Grupos de Expertos y coordina el trabajo realizado en las tres prioridades a largo plazo acordadas: "Identidad regional", "Región sostenible y próspera" y "Región segura".

### Grupos de expertos
- Grupo de Expertos del CEMB sobre Economía Marítima Sostenible
- Grupo de Expertos del CEMB sobre Desarrollo Sostenible - gestiona el Plan de Acción Báltico 2030[5]
- El Grupo de Expertos en Niños en Riesgo del CBSS
- El Grupo de Trabajo contra la Trata de Seres Humanos

### Secretaría
Se estableció una Secretaría Internacional Permanente del CEMB tras una decisión adoptada en la 7.ª Sesión Ministerial del CEMB en 1998 en Nyborg, Dinamarca. La Secretaría se inauguró oficialmente en sus locales de la isla de Strömsborg en Estocolmo el 20 de octubre de 1998. Desde noviembre de 2010 hasta julio de 2020, la Secretaría estuvo ubicada en Räntmästarhuset, en Slussplan 9, Estocolmo, Suecia. Desde julio de 2020, el Palacio Momma Reenstiernas en Wollmar Yxkullsgatan 23 es la nueva sede de la Secretaría del CEMB.
El mandato de la Secretaría es el siguiente
- proporcionar apoyo técnico y organizativo al Presidente del CEMB y a las estructuras y órganos de trabajo del Consejo;
- Garantizar la continuidad y la mejora de la coordinación de las actividades del CEMB;
- Aplicar la estrategia de información y comunicación del CEMB;
- Mantener los archivos y la base de datos del CEMB;
- Mantener contactos con otras organizaciones que operan en la región del mar Báltico y sus alrededores, con las autoridades nacionales de los Estados miembros y con los medios de comunicación.[1]

### Socios estratégicos
Desde la 10.ª Sesión Ministerial del CEMB en 2001, el Consejo ha intensificado los esfuerzos para coordinar las actividades del CEMB con otras organizaciones que trabajan activamente para hacer avanzar la cooperación regional en la región del mar Báltico. El CEMB ha tomado la iniciativa de organizar reuniones anuales de coordinación, (organizadas y presididas por el presidente del CEMB), con la participación de las organizaciones regionales del Mar Báltico, proporcionando así un canal más estructurado para que los socios estratégicos expresen sus preocupaciones y coordinen sus esfuerzos con el CEMB y otras organizaciones como:
- B7 Baltic Seven Islands. La Red de las Islas Bálticas B7 es una cooperación transnacional entre las administraciones o gobiernos locales de siete islas del Mar Báltico. La red está formada por las administraciones o gobiernos locales de las islas de Bornholm (Dinamarca), Gotlandia (Suecia), Hiiumaa (Estonia), Rügen (Alemania), Saaremaa (Estonia), Åland (parte autónoma de Finlandia) y Öland (Suecia).[6][7]

- Baltic Sea Trade Union Network (BASTUN) [nota 2]
- BCCA
- Baltic Sea Forum
- Baltic Sea Parliamentary Conference (BSPC) [nota 3]
- BSRUN (Baltic Sea Region University Network) [8]
- BSSSC
- BUP
- Business Advisory Council
- CPMR
- HELCOM
- IOM
- NGO Forum
- OECD
- ScanBalt
- UBC

### Prioridades a largo plazo
En junio de 2014, el Consejo decidió, después de una evaluación y revisión de las cinco prioridades a largo plazo del CBSS, incorporar tres prioridades renovadas a largo plazo para el Consejo de los Estados del Mar Báltico: "Identidad regional, región sostenible y próspera y seguridad". y región segura.
La Identidad RegionalMeta: Fomentar una identidad de la Región del Mar Báltico e intensificar los contactos que apoyen su desarrollo futuro; 
Objetivo: Desarrollar el concepto de identidad de la Región del Mar Báltico y un sentido de pertenencia a la Región del Mar Báltico a través del compromiso, la participación y la gobernanza multinivel, en un espíritu comunitario y para crear una noción de unidad regional a través de las fronteras mediante el desarrollo contactos de persona a persona a través del diálogo, redes e instituciones macrorregionales;
Región Sostenible y PrósperaMeta: Desarrollar la Región del Mar Báltico como una región modelo de sociedades sostenibles capaces de gestionar y utilizar los recursos de manera eficiente, para aprovechar el potencial de innovación económica, tecnológica, ecológica y social de la región para garantizar su prosperidad, protección del medio ambiente y cohesión social; Contribuir a la erradicación de los obstáculos que impiden el desarrollo integral y sostenible de la región; 
Objetivos: Mejorar la competitividad general de la región del mar Báltico a través de un crecimiento económico y mercados laborales sostenibles, investigación y desarrollo, infraestructura innovadora, una política marítima integrada, transporte y comunicaciones; Apoyar la transición de la región del mar Báltico hacia una economía baja en carbono competitiva, ecológica y garantizando así el desarrollo sostenible y el crecimiento inclusivo; Apoyar acciones adicionales para alcanzar un buen estado ambiental y un ecosistema saludable que respalde una región próspera del Mar Báltico; Fortalecer la capacidad de adaptación de la región al cambio climático y la capacidad de resiliencia de los ecosistemas y sociedades; Asegurar una mayor integración del desarrollo sostenible en todos los niveles y en todos los sectores políticos, integrando los aspectos económicos, sociales y ambientales; Promover tecnologías e iniciativas sostenibles y verdes para proteger el ecosistema y la biodiversidad de la región del mar Báltico;
Región SeguraMeta: Mejorar la seguridad de la sociedad en la región del mar Báltico y garantizar que los habitantes de la región estén protegidos y sean resistentes a la violencia, los accidentes y las emergencias mediante la preparación, y estén protegidos contra los daños causados por la explotación criminal y el tráfico de personas;
Objetivos: Contrarrestar todas las formas de tráfico de seres humanos en la región del mar Báltico mediante actividades y proyectos de prevención y protección basados en un enfoque coherente y multidisciplinar; Promover la protección integral y sostenible de la infancia para prevenir y responder a todas las formas de violencia contra los niños mediante un enfoque multisectorial y una mayor cooperación entre las autoridades pertinentes y otras partes interesadas en la región del mar Báltico; Reforzar la resiliencia de la sociedad ante las catástrofes y los peligros en todas las fases de las crisis mediante la prevención, la preparación, la respuesta y la recuperación adecuadas; Mejorar la interoperabilidad y la cooperación estratégica macrorregional que permita la asistencia y la respuesta rápida a los accidentes y las emergencias transfronterizas, incluidas las catástrofes que puedan tener consecuencias e impactos transfronterizos.

## Relaciones con Rusia
El Consejo de Estados del Mar Báltico (B7)  fue creado para promover la cooperación regional, enfocándose en temas como el medio ambiente, la seguridad, la economía y la cultura. No obstante, la relación de Rusia con el Consejo de Estados del Mar Báltico ha sido históricamente compleja y ha evolucionado a medida que las tensiones internacionales han aumentado, especialmente en los últimos años debido a los conflictos en Europa del Este y la postura de Moscú frente a los países occidentales.
Desde la anexión de Crimea en 2014 y la posterior intervención militar de Rusia en Ucrania, la relación de Rusia con los miembros del Consejo de Estados del Mar Báltico, especialmente con los países de la Unión Europea y la OTAN, ha sido cada vez más tensa. Estos países han adoptado una postura crítica hacia las acciones de Rusia, especialmente en lo que respecta a la violación de la soberanía ucraniana y el impacto que esta tiene en la seguridad regional. A raíz de estos eventos, las naciones del Báltico han incrementado sus esfuerzos de defensa y cooperación en seguridad dentro de la OTAN, buscando disuadir cualquier posible amenaza de Rusia en la región.
Por su parte, Rusia percibe estas acciones con desconfianza, considerando que el fortalecimiento de la presencia de la OTAN en la región representa una amenaza directa a su influencia y seguridad. Desde la perspectiva rusa, las políticas de los países bálticos están alineadas con los intereses occidentales, lo que ha llevado a Moscú a adoptar una postura de confrontación. La militarización de la región y las sanciones económicas impuestas por la Unión Europea y los Estados Unidos son vistas como medidas hostiles por parte del Kremlin, que acusa a las naciones del Báltico de seguir una agenda antirrusa.
En el marco del Consejo de Estados del Mar Báltico, las diferencias en las posiciones hacia Rusia son evidentes. Mientras que los países miembros de la UE y la OTAN buscan una respuesta unificada frente a las acciones de Moscú, Rusia intenta mantener una postura de resistencia y defensa de su soberanía, viéndose cada vez más aislada en el foro. No obstante, Rusia sigue siendo un actor importante en el Báltico, ya que su economía, recursos y geopolítica siguen teniendo un impacto significativo en la región, lo que obliga a los países miembros a equilibrar sus intereses de seguridad con la necesidad de mantener canales diplomáticos abiertos.